# Rumen Jordanov
Rumen Jordanov (bulharsky Румен Йорданов * 17. října 1958 Popovo, Bulharsko – 2. srpna 2010) byl bulharský zápasník, volnostylař. V roce 1980 na olympijských hrách v Moskvě obsadil v kategorii do 48 kg sedmé místo. V roce 1980 vybojoval zlato na mistrovství Evropy.